# Fotzn (Bairisch)
Fotzn (eigentlich die Fotzen, Fodsn gesprochen, oder der Fotz) ist ein bairisch-österreichisches Wort, welches je nach Kontext nicht nur Mund/Maul, sondern auch Ohrfeige oder Gesicht bedeutet. Fotz(e)n ist im Gebrauch für Tiermaul nicht verächtlich, und auf dem Land nicht immer verächtlich für Mund des Menschen gemeint. Die unklare Wortherkunft scheint eine Bedeutungsentwicklung von dicken Lippen oder Kussmund in Anspielung auf die Lippen der Vulva bzw. die Vagina zur gesamtdeutschen abwertenden Bedeutung Fotze gemacht zu haben.

## Bedeutungsverschiebung
Reinhold Aman erwähnt in seinem Bayrisch-österreichischen Schimpfwörterbuch ausdrücklich, dass Fotzn nie „Fotze“ (Vulva) meine und es könne angenommen werden, dass ursprünglich „Fotze“ die alleinige Bedeutung von Maul hatte und erst sekundär als Metapher für die Vagina verwendet wurde, unter Beizug äußerlicher Ähnlichkeiten sowie der häufigen Gleichsetzung von genitalen mit oralen Bedürfnissen. Diese findet sich u. a. auch in anderen Ausdrücken unserer Gegenwartssprache, etwa in Muttermund oder Schamlippen.  Die Bedeutung, die das Wort Voze in Mittel- und Hochdeutschland hat, wird ihr in Bayern nie untergelegt und der Ausdruck „Fötzerl“ für „Mädel“ ist vom Mündchen als pars pro toto übertragen.
So heißt es bei Franz Stelzhammer: Geh, leih mar a Busserl, / du Fötzerl, du süaßs! In diesem Zusammenhang ist noch im 16. Jh. bei Johannes Agricola, auch Gegenteiliges festzustellen: „... darumb meynen ettliche / dieweil sie das schwert inn dem maul furen / musse man die weiber auff die scheiden / das ist / aufs maul klopfen.“ Agricolas Sprichwort ist ein doppeltes Wortspiel (ein Schwert im Mund tragen, heißt so viel wie „eine scharfe Zunge haben“), das sich trotz seiner Frauenfeindlichkeit dank seiner abschließenden Klarstellung als ziemlich harmlos herausstellt. Der Witz bedient sich eindeutig am Wissen des Publikums, dass das Wort „Scheide“ eine Standardbezeichnung für die weiblichen Genitalien ist, nach dem Muster des lateinischen Wortes vagina, was wörtlich Scheide bedeutet. Diese Metapher war wohl in Bayern und Österreich nicht verbreitet, weshalb sich die Bedeutung „Maul“ hier halten konnte, im übrigen deutschen Sprachraum jedoch durch die metaphorische Verwendung verdrängt worden.
Eine ganz andere Etymologie lässt sich von der Bedeutung „Fotze“ in der Schweiz und in Schwaben herleiten, wo es (zottiges) Haar bedeutet. Das Deutsche Wörterbuch bringt einige Beispiele: Fotz und Haarfotz = villus (mit Zott gleichgesetzt); ein Rock mit langen Fotzen = Zotten; Schneefotze = Schneeflocke. Mindestens in der Zürcher Mundart hat seither eine gewisse Bedeutungsverschiebung stattgefunden, semantisch am nächsten zu Haar ist der Ausdruck 'Gfotz ' für einen ausgefransten Gegenstand.

## Sprache
Oft wird das Wort in typischer Sprache verwendet: „Dees is a Sprichfotzn“ (dt.: „Das ist ein Sprüche-Fotz!“ = diese Person stellt sich gerne in den Mittelpunkt) oder „A Baggl Fotzn is glei afgrissn“ (dt.: „Ein Packerl Ohrfeigen ist gleich aufgerissen“ = Wenn Du so weiter machst, gibt es Ohrfeigen).
Die Statue des Leopold I. (HRR) auf der Pestsäule in Wien wurde im Volksmund wegen seiner ausgeprägten Lippen „Fotzenpoidl“ genannt.
So finden sich beliebige Wortzusammensetzungen, die Bezug auf den Mund nehmen, wie Fotzhobel für Mundharmonika und Maultrommel, weil sie auf den Lippen hin- und hergeschoben werden, oder wie hinterfotzig oder doppelfotzig, die keinen Zusammenhang zum weiblichen Geschlechtsorgan haben.
Der sogenannte Antoniusring war etwa ab dem 18. Jahrhundert ein Fingerring mit abgebildetem St. Antonius, der am kleinen Finger getragen wurde, in Bayern als Fotzring (von fotzen = in das Gesicht schlagen) bezeichnet und als Stoß- und Schlagring benutzt. Er war aus Messing oder Silber mit massivem Knopf, und spielte in den Kraftäußerungen eine besondere Rolle – etwa als Jodler um 1880 "A Büchsal zu ’n Schiassn/ An Fozring zu ’n Schlågn".

## Synonyme
In der Bedeutung Gesicht/Mund gibt es etliche Synonyme: Gfriis, Lädschn, Mai, Babbn, Goschn.